# Söderboda
Söderboda är tidigare småort på Gräsö i Östhammars kommun. Vid 2015 års småortsavgränsning visade sig att folkmängden i orten sjunkit till under 50 personer och småorten upplöstes.

## Byns Historia
Byn Söderboda grundades troligen redan i slutet av 1400-talet och låg då på ön Wiggan, denna växte senare ihop med Gräsön på grund av landhöjningen. Till skillnad från Norrboda så flyttades endast tre av Söderbodas 17 gårdar ut vid laga skiftet i slutet av 1800-talet vilket gör att byn har ungefär samma struktur som förut.
I Söderboda förekom gruvbrytning, här bröts järnmalm i slutet av 1800-talet och början av 1900-talet. På Digelskäret, i skärgården på östra sidan, bröts även fältspat under andra hälften av 1800-talet.